# Sumba (ethnie)
 (octobre 2021).
Pour les articles homonymes, voir Sumba.

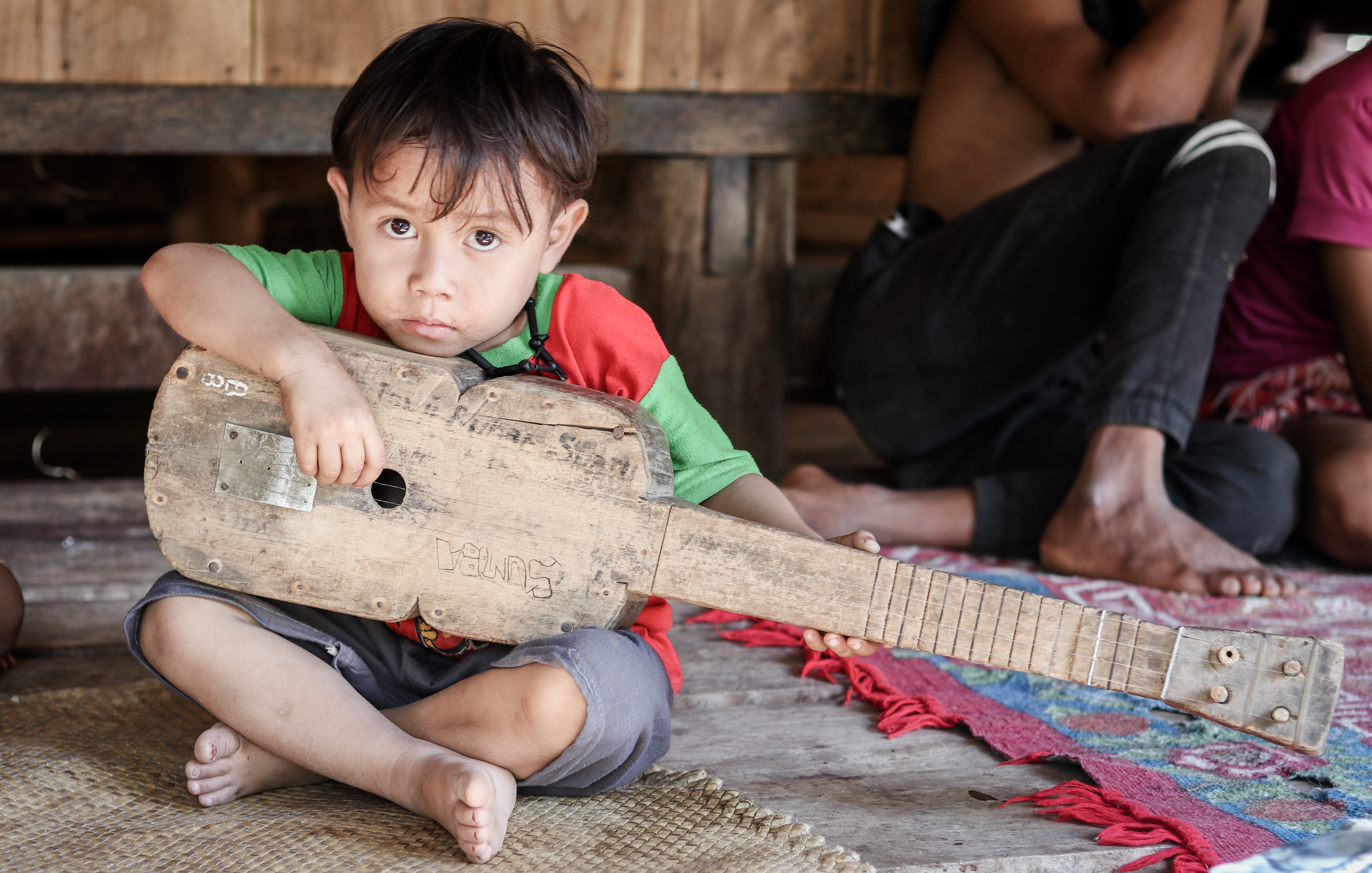
Jeune Sumbanais avec un instrument traditionnel

Les Sumbas ou Sumbanais sont un groupe ethnique habitant l'île de Sumba en Indonésie, qui est divisée par deux kabupatens, à savoir le kabupaten de Sumba occidental et le kabupaten de Sumba oriental. Ils se désignent eux-mêmes sous le nom de Tau Humba. Les Sumbais ont pu conserver une grande partie de leur culture malgré les influences étrangères arrivées depuis longtemps sur les Petites îles de la Sonde.

## Galerie

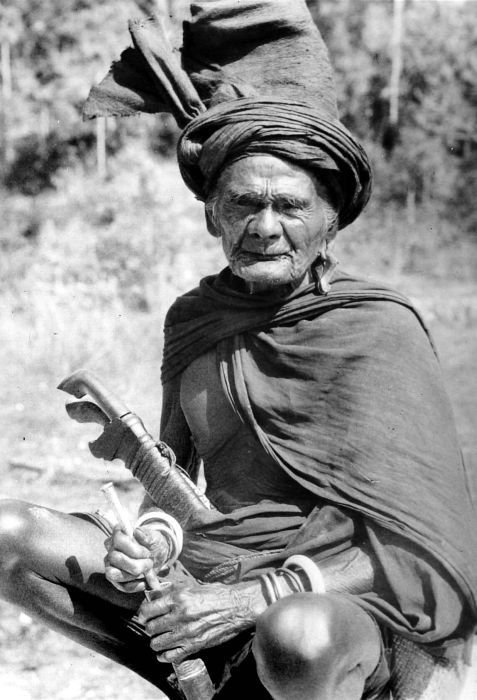
Le Ratu Merapu (nl) prépare sa pipe de bétel.
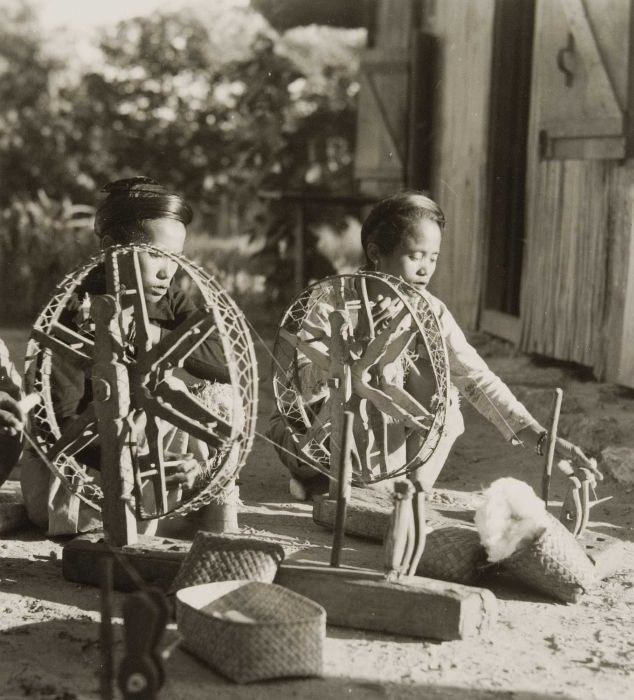
Fileuses de coton au travail
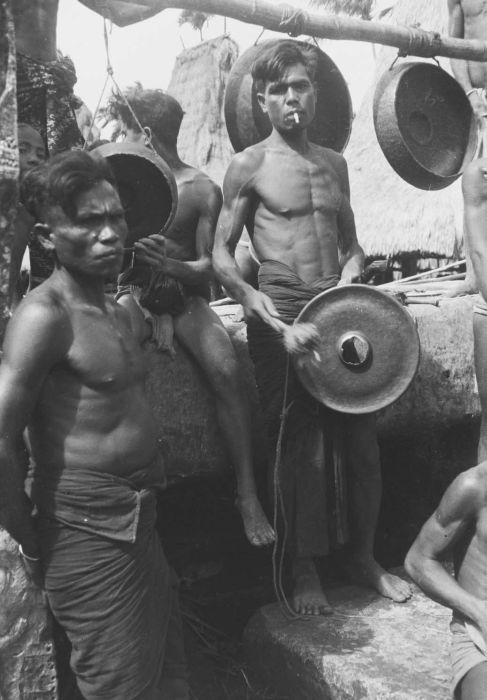
Joueurs de gong lors d'une fête pour la construction d'une nouvelle maison.
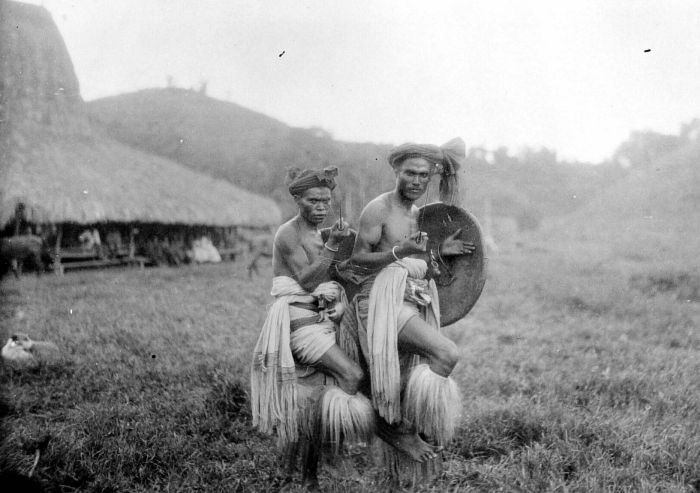
Deux hommes dansant le Zaiwo avec épée et bouclier, 1930.

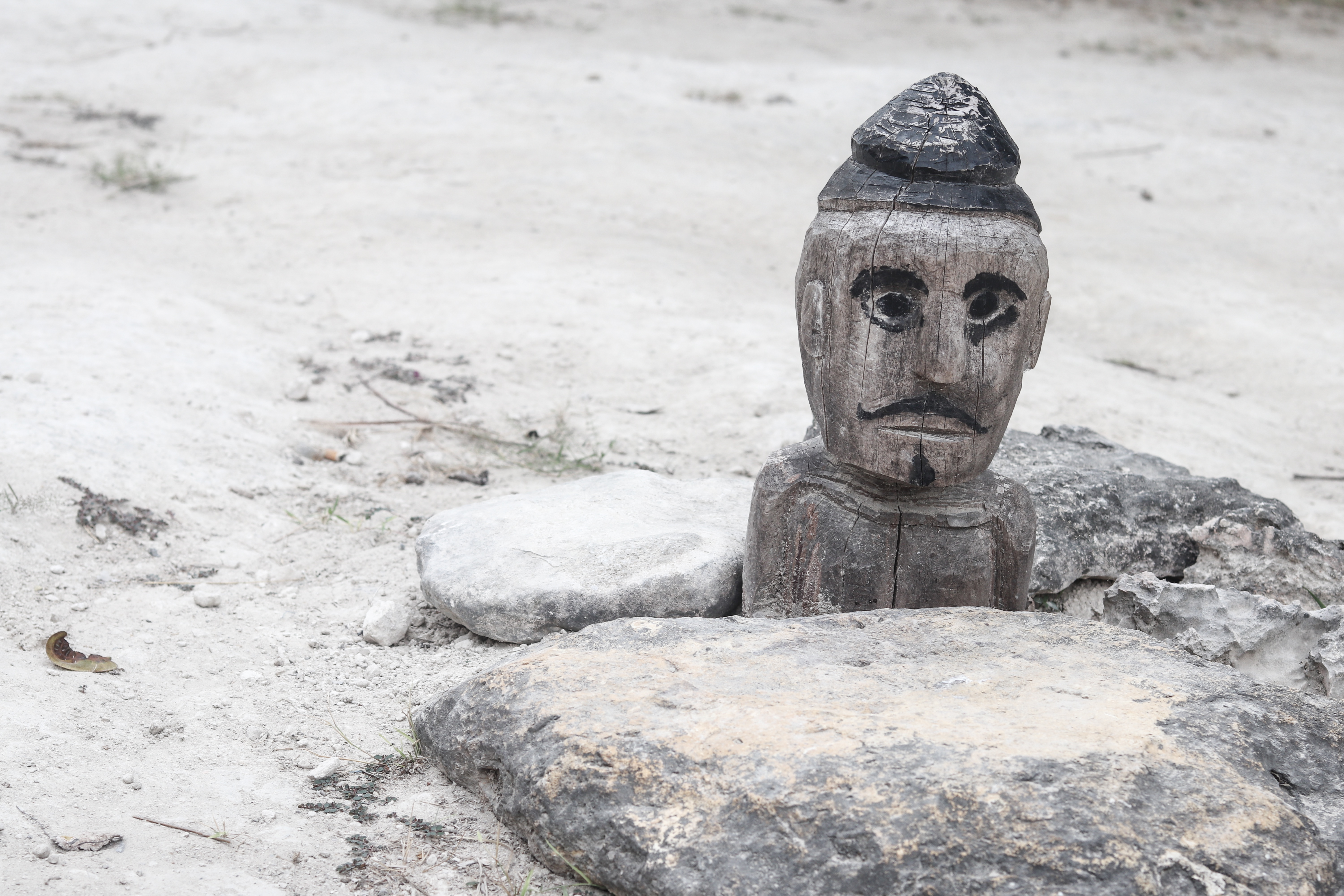
Un lieu où l'on fait des prières et des offrandes appelé Katoda au Sumba oriental
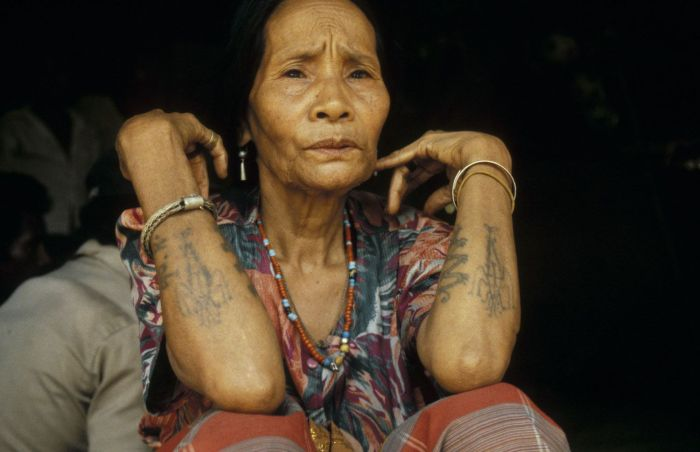
Une Sumbanaise montre ses tatouages, 1989.
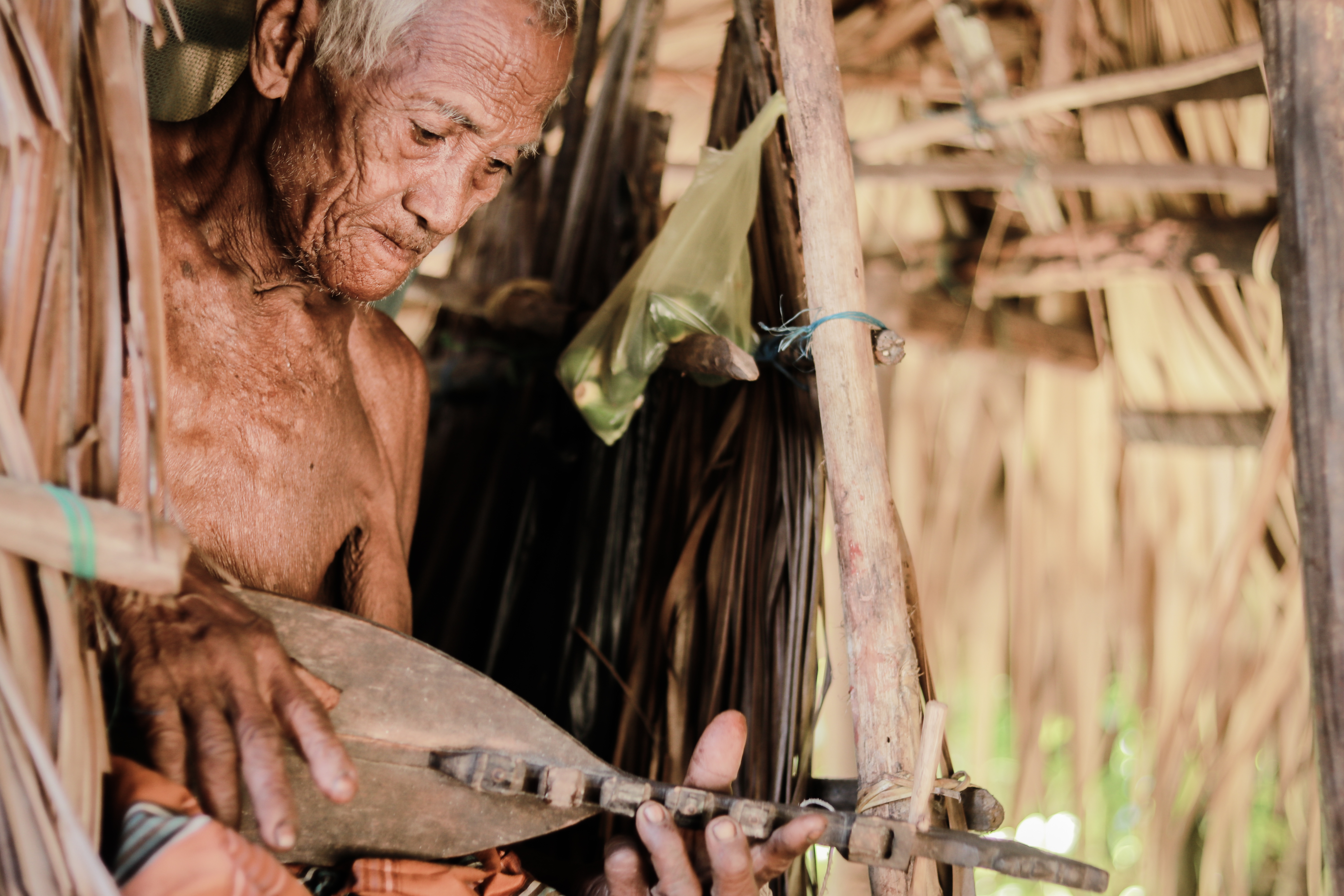
Hamba Takamara, l'esclave personnel de l'ancien roi de Kopa et musicien légendaire du Sumba oriental